# Dysschema submarginata
Dysschema submarginata là một loài bướm đêm thuộc phân họ Arctiinae, họ Erebidae.